# Kernkraftwerk Juraguá
Das nicht fertiggestellte Kernkraftwerk Juraguá (spanische Bezeichnung Central Electronuclear (CEN) de Juraguá) liegt nahe Juraguá bei Cienfuegos, Kuba. In Kuba wurde das mit maßgeblicher finanzieller und technischer Unterstützung der Sowjetunion durchgeführte Großprojekt als „Jahrhundertwerk“ bezeichnet, dem die Staatsführung große Bedeutung beimaß. Auf dem Höhepunkt der kubanischen Wirtschaftskrise nach dem Zerfall der Sowjetunion verfügte Fidel Castro 1992 aus Kostengründen die vorläufige Unterbrechung des Bauvorhabens, bevor 2000 seine endgültige Aufgabe bekanntgegeben wurde.

## Geschichte

### Planung und Baubeginn
Die Geschichte des Kraftwerkes führt bis 1976 zurück. Die Sowjetische Akademie der Wissenschaften schloss mit der Kubanischen Akademie der Wissenschaften einen Vertrag über einen Forschungsreaktor ab, der von der Sowjetunion an Kuba geliefert wurde. Kuba schloss 1976 einen Vertrag mit der Sowjetunion zum Bau von zwei 440-Megawatt-Kernreaktoren der Baureihe WWER-440/318, einer Exportversion des WWER-440/213, in der Provinz Cienfuegos. Kuba errichtete in der Nähe des geplanten Standortes eine Fachoberschule zur Ausbildung der im Kraftwerk zu beschäftigenden Arbeiter und weniger qualifizierten Wissenschaftler. An der Universität Havanna wurde die Fakultät für Nuklearwissenschaft und -technik eingerichtet. 1981 wurde für das Kraftwerk Juraguá ein neuartiges Gebäudedesign ausgearbeitet. Es sollte, im Gegensatz zu der Standardversion WWER-440/213, ein Containment bekommen. Dabei setzte man auf die Erfahrungen beim Bau des Kernkraftwerks Loviisa. Wäre dieses Design erfolgreich gewesen, wäre daraus eine neue WWER-Baureihe entstanden. Da aber kurz darauf der WWER-1000 entwickelt wurde, wurde die neue WWER-440-Baureihe verworfen, der WWER-1000 jedoch hat dieses Containment erhalten.
Die Verantwortung für das kubanische Atomenergie-Projekt lag von 1980 bis 1992 bei Fidel Castro Díaz-Balart, dem ältesten Sohn des Revolutionsführers und damaligen Staatspräsidenten Fidel Castro. Castro junior, der in der Sowjetunion Nuklearphysik studiert und am Moskauer Kurtschatow-Institut gearbeitet hatte, war Direktor der kubanischen Behörde für Atomenergie.
Der Bau des Kraftwerks begann im Jahr 1982 und die meisten Reaktorteile, außer den zivilen Baustoffen, wurden von der Sowjetunion im Rahmen der bilateralen Abkommen über wirtschaftliche Zusammenarbeit geliefert. Nach dem Plan wäre der erste Reaktor 1993 in Betrieb gegangen.
Das Großprojekt verfügte ab 1982 über einen eigenen Fernsehkanal namens „Tele-Nuclear“, der zur öffentlichen Verbreitung den Fortgang der Arbeiten und spezielle Ereignisse dokumentierte.

### Unterbrechung des Projekts
Der Zerfall der Sowjetunion, von der das kubanische Atomprogramm technisch und finanziell abhängig war, brachte das Projekt zum Scheitern. Am 5. September 1992 kündigte der kubanische Präsident Fidel Castro eine Aussetzung des Baus in Juraguá an, weil Kuba auf dem Höhepunkt seiner Wirtschaftskrise nicht fähig war, die von Russland gestellten finanziellen Bedingungen zu erfüllen. Die Kosten der Reaktoren betrugen 750 Millionen Dollar. 1993 erließ die russische Regierung etwa zwei Drittel der Schulden. Letztendlich musste die kubanische Regierung nur ein Sechstel zahlen, da sich ein dritter Investor finden ließ, der ebenfalls ein Sechstel übernahm. Ein Bericht aus dem September 1992 schätzt, dass der erste Reaktor ca. zu 90 bis 97 % mit 37 % der Reaktorinnenanlagen fertiggestellt war, während der zweite Reaktor erst zwischen 20 und 30 % fertiggestellt war. Wäre der erste Reaktor fertiggestellt worden, hätte er über 15 % des kubanischen Energiebedarfs gedeckt und die Abhängigkeit von importiertem Öl wesentlich reduziert.
Juraguá war eines von drei Kernkraftwerks-Projekten in Kuba, aber davon das einzige, mit dessen Bau begonnen wurde. Die beiden weiteren vorgesehenen Standorte waren Gibara (Provinz Holguín) im Osten und Puerto Esperanza (Provinz Pinar del Río) im Westen der Insel. Gemäß der zwischen der Sowjetunion und Kuba geschlossenen Vereinbarung von 1978 sollten alle drei Standorte mit jeweils vier Reaktoren ausgestattet werden.

### Ansätze zur Wiederaufnahme und endgültiger Abbruch

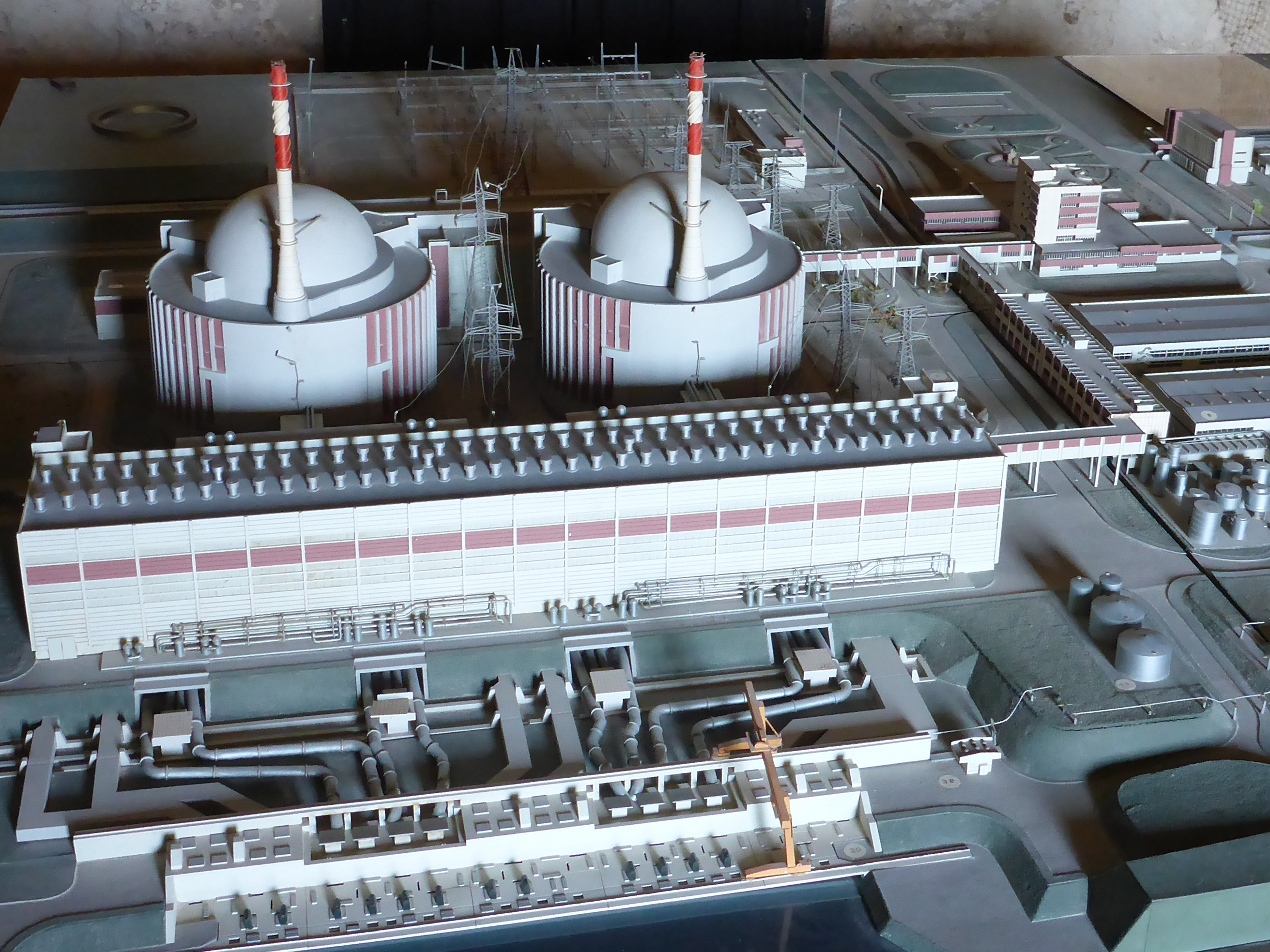
Architekturmodell, ausgestellt im benachbarten Castillo de Jagua (2016)

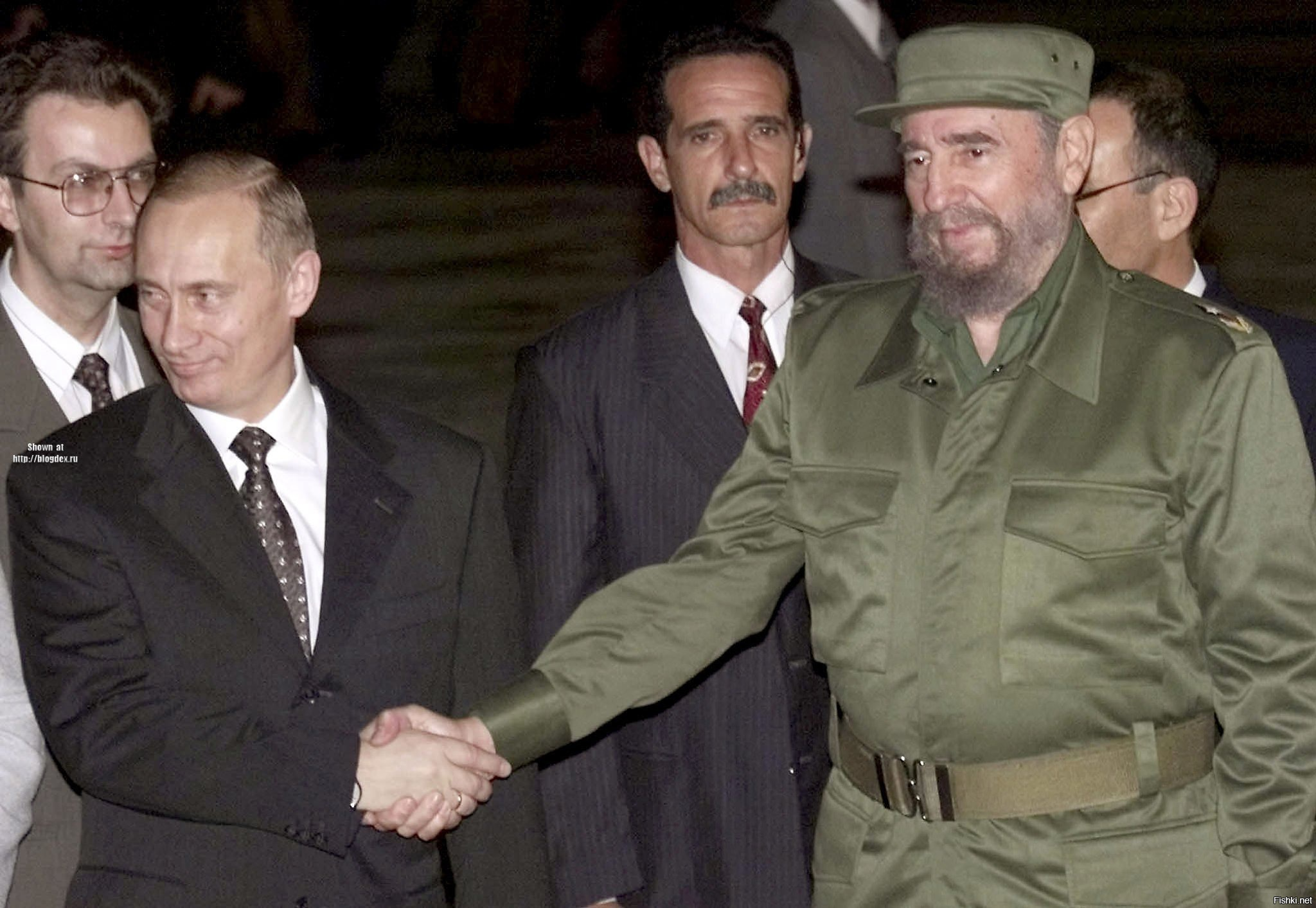
Wladimir Putin und Fidel Castro (Dezember 2000 in Havanna)

1995 wurde erneut diskutiert, den Bau in Juraguá wieder aufzunehmen. Besonders die USA meinten, die Reaktoren entsprächen nicht den westlichen Sicherheitsstandards. Auch die Tatsache, dass Kuba zu dieser Zeit den Atomwaffensperrvertrag noch nicht unterzeichnet hatte, löste Bedenken aus. Im Januar 1997 erklärte Castro das Projekt für „auf unbestimmte Zeit aufgeschoben“. Eine Prüfung des Reaktors ergab, dass 15 % der Schweißnähte fehlerhaft seien.
Im November 1998 wurden die Kosten einer möglichen Fertigstellung des Reaktors 1 von der Internationalen Atomenergie-Organisation auf rund 600 Millionen US-Dollar geschätzt.
Während seines Staatsbesuchs auf Kuba verkündete Russlands Präsident Wladimir Putin im Dezember 2000 auf einer Pressekonferenz schließlich die endgültige Einstellung des Atomkraftwerksprojekts in Juraguá. Seitdem wurde der Rohbau nicht mehr konserviert, sondern dem allmählichen Verfall überlassen. 2004 konnte ein Transformator aus dem Bestand der Kraftwerksruine von Juraguá zur Wiederinstandsetzung des Wärmekraftwerks „Antonio Guiteras“ in Matanzas wiederverwendet werden.
Die in der Nähe der Baustelle von Juraguá errichtete Siedlung Ciudad Nuclear wurde mit Beendigung des Kraftwerksprojekts ebenfalls nicht mehr wie geplant weitergebaut. Zahlreiche Gebäude blieben dauerhaft im halbfertigen Zustand. Das zwischen der Ciudad Nuclear und dem Kraftwerksgelände liegende ehemalige Ausbildungszentrum des Kraftwerksprojekts dient seit 2000 als nationales Weiterbildungs- und Zertifizierungszentrum für verschiedene spezialisierte Industrieberufe. Dieses Centro Nacional para la Certificación Industrial „Julio César Castro Palomino“ (CNCI) wird (Stand 2015) seit seiner Gründung aus staatlichen Mitteln der kanadischen Entwicklungszusammenarbeit gefördert und gemeinsam mit dem 'Northern Alberta Institute of Technology' (NAIT) betrieben. In den ersten 15 Jahren seines Bestehens nahmen über 11.000 Kubaner an Fortbildungsmaßnahmen des CNCI teil.

## Daten der Reaktorblöcke
Das Kernkraftwerk Juraguá sollte vier Reaktorblöcke bekommen:
| Reaktorblock | Reaktortyp   | Netto- leistung | Brutto- leistung | Baubeginn  | Projekt- einstellung |
| ------------ | ------------ | --------------- | ---------------- | ---------- | -------------------- |
| Juraguá-1    | WWER-440/318 | 417 MW          | 440 MW           | 01.10.1983 | 05.09.1992           |
| Juraguá-2    | WWER-440/318 | 417 MW          | 440 MW           | 01.02.1985 | 05.09.1992           |
| Juraguá-3    | WWER-440/318 | 408 MW          | 440 MW           |            |                      |
| Juraguá-4    | WWER-440/318 | 408 MW          | 440 MW           |            |                      |